# 鲁德斯多夫
鲁德斯多夫（德語：Rudersdorf，發音：[ˈʁuːdɐsdɔʁf]）是德国图林根州瑟默达县曾经的一个市镇，面积7.8平方千米，2017年12月31日人口为328人。2019年1月1日，鲁德斯多夫所属的布特施泰特管理共同体解散，其与另外8个成员市镇并入市镇布特施泰特。